# Patrick Rosso
Patrick Rosso (ur. 6 maja 1969) – francuski judoka.
Zajął piąte miejsce na mistrzostwach świata w 1993 i siódme w 1991. Mistrz świata w drużynie w 1994. Startował w Pucharze Świata w latach 1989–1993, 1995 i 1996. Zdobył siedem medali mistrzostw Europy w latach 1991 - 1995, w tym pięć w drużynie. Triumfator igrzysk śródziemnomorskich w 1993. Srebrny medalista MŚ wojskowych 1991. Wicemistrz Europy juniorów w 1988. Mistrz Francji w 1993 roku.